# Marta Fernández i Farrés
Marta Fernández i Farrés (Barcelona, 21 de desembre del 1981) és una exjugadora de bàsquet catalana.
Es formà al Col·legi Sant Josep Obrer de Mallorca i s'incorporà al centre formatiu Segle XXI la temporada 1997-98. Fitxà pel Dorna Godella la temporada 1999-00, amb el qual debutà a la primera divisió de la Lliga femenina. Amb el club valencià aconseguí guanyar tres campionats de Lliga i tres Copes de la Reina. El juny del 2004 va fitxar pel Club Bàsquet Femení Universitari de Barcelona, denominat aleshores UB Barça, amb el qual es proclamà campiona de Lliga la temporada 2004-05. L'estiu de 2007 jugà a Los Angeles Sparks de la WNBA.
El mateix any va signar amb el seu actual equip, el Wisła de Cracòvia de la lliga polonesa. Va jugar les seues darreres quatre temporades al Perfumerías Avenida de Salamanca. El març del 2008 va participar en l'All Stars de l'Eurolliga femenina com a titular de l'equip europeu.
Internacional amb la selecció espanyola, fou campiona d'Europa en categoria júnior (1998). Amb l'absoluta disputà 120 partits internacionals entre 2000 i 2012. Participà als Jocs Olímpics d'Atenes 2004, finalitzant en sisena posició, i aconseguí guanyar quatres medalles de bronze, una al Campionat del Món de 2010, dues als Campionats d'Europa de 2003 i 2005, i una als Jocs Mediterranis de 2001

## Palmarès
Clubs
- 1 Supercopa d'Europa femenina de la FIBA: 2011
- 5 Lligues espanyoles de bàsquet femenina: 2000-01, 2001-02, 2003-04, 2004-05, 2012-13
- 6 Copes espanyoles de bàsquet femenina: 2001-02, 2002-03, 2003-04, 2011-12, 2013-14, 2014-15
- 6 Supercopa d'Espanya de bàsquet femenina: 2003-04, 2004-05, 2011-12, 2012-13, 2013-14, 2014-15.
- 1 Lliga polonesa de bàsquet femenina: 2007-08
- 1 Copa polonesa de bàsquet femenina: 2008-09
- 2 Supercopes poloneses de bàsquet femenina: 2008-09, 2009-10

Selecció espanyola
- 1 medalla de bronze als Campionats del Món de bàsquet femení: 2010
- 2 medalles de bronze als Campionats d'Europa de bàsquet femení: 2003, 2005